# Sherif Ashraf
Sherif Ashraf Hamid Oqila (en arabe : شريف أشرف حامد عقيلة) est un footballeur égyptien, né le 1er janvier 1987 à Alexandrie. Il évolue au poste d'attaquant.

## Biographie
Sherif Ashraf est né à Alexandrie en Égypte en 1987. En 2005 il intègre le club d'Al Ahly SC avec lequel il remporte cinq trophées en deux ans.

## Zamalek
En 2007, Ashraf s'engage chez l'ennemi historique d'Al Ahly SC, le Zamalek SC après avoir été laissé libre par "Les Diables Rouges". Il devient immédiatement un titulaire à part entière et termine son expérience au Zamalek SC avec un bilan de 15 buts en 66 matchs.

## HJK Helsinki
Après une courte expérience à El Gouna FC, Ashraf s'engage en faveur de l'HJK avec lequel il remportera la Veikkausliiga, le championnat de Finlande.
Il sera ensuite prêté au FF Jaro et marquera 3 buts en 7 matchs. Un bon bilan qui permettra au club de se maintenir en Veikkausliiga.

## Haras El-Hedood
En février 2013, après la reprise du Championnat d'Égypte de football. Il s'engage avec Haras El-Hedood Club et inscrit 2 buts en 7 matchs.

## FC Biel-Bienne
En juillet 2013, Ashraf s'engage avec le FC Biel-Bienne.
Le 10 août 2013 il inscrit son premier but avec le club suisse.

## Palmarès
- Al Ahly SC
  - Vainqueur du Supercoupe d'Égypte en 2005.
  - Vainqueur du Championnat d'Egypte en 2006.
  - Vainqueur de la Coupe d'Égypte en 2006.
  - Vainqueur de la Supercoupe de la CAF en 2006.
  - Vainqueur de la Ligue des champions de la CAF en 2006.

- Zamalek SC
  - Vainqueur de la Coupe d'Égypte en 2008.

- HJK Helsinki
  - Vainqueur du Championnat de Finlande en 2012.